# 145號街橋
145號街橋（英語：145th Street Bridge）是位於美国纽约的一座橋樑，橫跨在哈萊姆河上，橋面可以轉動。145號街橋連接了曼哈頓和布朗克斯兩地，由紐約市交通局管理。145號街橋於1901年開始興建，在1905年竣工通車。145號街日均車流量30,534輛。

## 外部連結
- NYCRoads.com: 145th Street Bridge Historic Overview（页面存档备份，存于）
- NYC DoT 145th Street Bridge